# Vihiga (hrabstwo)
Vihiga – hrabstwo w Kenii, na obszarze dawnej Prowincji Zachodniej. Jego stolicą i największym miastem jest Vihiga. Według Spisu Powszechnego z 2019 roku liczy 590 tys. mieszkańców na obszarze 564 km². Większość ludności należy do plemienia Luhja.
Vihiga graniczy z hrabstwami: Nandi na wschodzie, Kisumu na południu, Siaya na zachodzie i z Kakamega na północy.

## Gospodarka
Rolnictwo jest główną działalnością gospodarczą w hrabstwie Vihiga. Produkcja roślinna jest głównym źródłem dochodu zarówno dla rządu hrabstwa, jak i dla mieszkańców, a około 64% wszystkich dochodów pochodzi z tego sektora. Głównymi uprawami spożywczymi są: kukurydza, fasola, sorgo, proso, banany, awokado, papaja, słodkie ziemniaki i maniok. Do upraw gotówkowych zalicza się kawę i herbatę, przy czym herbata jest najpopularniejszą i najbardziej dochodową uprawą gotówkową w hrabstwie.

## Religia
Struktura religijna w 2019 roku wg Spisu Powszechnego:
- protestantyzm – 75,3%
- niezależne kościoły afrykańskie – 15,1%
- katolicyzm – 3,8%
- pozostali chrześcijanie – 3,1%
- islam – 1%
- pozostali – 1,7%.

## Podział administracyjny
Hrabstwo Vihiga składa się z pięciu okręgów:
- Luanda,
- Emuhaya,
- Hamisi,
- Sabatia i
- Vihiga.